# Aeschynomene rudis
Aeschynomene rudis es una especie fanerógama perteneciente a la familia de las fabáceas. 

## Distribución
Es nativa de América del Sur pero se sabe que habita en otros continentes, como en América del Norte, habitando donde hay malas hierbas nocivas, especialmente en las áreas húmedas como los campos de arroz.

## Descripción
Es una planta acuática o semiacuática, erizada, glandular cuando está cerca del agua. Crece hasta dos metros de altura. Las hojas están dispuestas de forma oval, folletos cada uno de un centímetro de largo. Las bases de cada hoja son grandes, planas, con estípulas. La flor es de color púrpura pintada de color blanco y de 1 a 1,5 centímetros de ancho. 
El fruto es una vaina leguminosa lobulada de hasta 5 centímetros de largo y menos de uno de ancho. Cuando la vaina se seca se divide en segmentos, cada uno de los segmentos contiene una semilla. Su brillante semilla tiene forma de riñón de 2 o 3 milímetros de largo.

## Taxonomía
Aeschynomene rudis fue descrita por George Bentham y publicado en Plantas Hartwegianas imprimis Mexicanas 116. 1843.
Etimología
Aeschynomene: nombre genérico que deriva de las palabras griegas para una planta sensible utilizado por Plinio el Viejo, aischynomene, deriva de aischyno =  "vergüenza", y del latín Aeschynomene para una planta que se encoge cuando se toca, una planta sensible.
rudis: epíteto latíno que significa "bruto, sin labrar, grueso"
Sinonimia
- Aeschynomene bonariensis Speg.
- Aeschynomene natans Hassl.[5]